# Vartanes I.
Vartanes I. , auch  St. Vrtanes I., Vertanes oder Vartanes Parthev (der Parther), armenisch Վրթանես Ա Պարթև, (* ca. 260; † 341) war von 333 bis 341 n. Chr. Katholikos (Patriarch) der Armenischen Apostolischen Kirche und wird von deren Anhängern als Heiliger verehrt.

## Herkunft
Vartanes entstammte der Familie Suren-Pahlav, einer Nebenlinie der Arsakiden, die parthische Großkönige von Persien und von 54 bis 428 n. Chr. Könige von Armenien waren.
Er war der ältere Sohn des Heiligen Gregor der Erleuchter, der der erste Katholikos (Patriarch) der Armenischen Apostolischen Kirche war. Sein jüngerer Bruder, Aristakes I., war als Nachfolger seines Vaters der zweite Katholikos gewesen und wird wie dieser als Heiliger verehrt.

## Leben
Sein Vater, Gregor der Erleuchter, der Apostel der armenischen Kirche, hatte die Erblichkeit des höchsten kirchlichen Amtes, des Katholikos (Patriarchen), eingeführt. Vartanes folgte daher um 333, nach der Ermordung seines jüngeren Bruders St. Aristakes durch einen Adeligen, der meinte, das althergebrachte Heidentum gegen die neue christliche Kirche verteidigen zu müssen, als dritter Katholikos der Armenischen Apostolischen Kirche.
Widerstand gab es in der Bevölkerung aber nicht nur gegen die neue Religion, sondern auch gegen die weltliche Zentralgewalt, wodurch es immer wieder zu Aufständen der Bevölkerung gegen die sich ausbreitende Kirchenorganisation, aber auch zu Aufständen des Feudaladels gegen das Königtum kam.
Diese Gefahr wurde Vartanes schon vor seiner Amtsübernahme deutlich gemacht, da im Jahr 330 König Tiridates III., genannt „der Große“, oder „der Heilige“ – der das Christentum in Armenien zur Staatsreligion gemacht hatte – Opfer einer Verschwörung wurde, an der dessen oberster Kämmerer und die Fürsten von Siunien (Sjunik, heute südöstlichste Provinz Armeniens) beteiligt waren. Dies erfolgte im Rahmen eines Jagdausfluges in der historischen Provinz Ekeleatz (südlich der heutigen Stadt Erzincan im Norden der Türkei), wo König Tiridates III. ermordet wurde.
Wie der armenische Historiker Moses von Choren (5. Jahrhundert n. Chr.) berichtet, blieb selbst Vartanes als höchster Kirchenvertreter von Anschlägen nicht verschont. Dieser wollte in seiner Eigenschaft als Katholikos die christliche Kirche in Achtichat besuchen, die im Bezirk Taron (Region in der historischen armenischen Provinz Turuberan, später Fürstentum der Bagratiden, in der heutigen Provinz Muş in der Türkei) lag. Dabei entging er nur knapp einem Massaker durch heimliche Anhänger des lokalen heidnischen Kultes, da die Kirche an der Stelle errichtet worden war, wo früher ein Tempel stand, der dem Gott Vahagn geweiht war. Eine besondere Animosität der heidnischen Landbevölkerung war dadurch entstanden, dass die Tempel der nationalen heidnischen Götter und vor allem der damit verbundene Landbesitz in das Eigentum der christlichen Bischöfe und Klöster übertragen worden war, wodurch für die konservative Landbevölkerung neben religiösen auch wichtige wirtschaftliche Nachteile entstanden.
Die gemeinsame Bedrohung der politischen wie der religiösen Zentralgewalt führte zu einem engen Zusammenschluss zwischen dem Patriarchen und dem Königtum. So unterstützte Vertanes die Thronbesteigung des neuen Königs von Armenien, Chosroes II. (III.), genannt „der Kleine“, und einigte sich mit ihm, gemeinsam die Gefahren abzuwehren, die beide bedrohten.
Gelegenheit bot sich dazu bereits kurz nach der Thronbesteigung, da sich Bakur, der Fürst von Altzniq (Arzanene, historische Region von Großarmenien, die heute im nordöstlichen Teil der Türkei in der Provinz Diyarbakir liegt) – einer der vier mächtigsten Feudalherren des Königreiches – nach dem Tod von König Tiridates III. für unabhängig erklärte und mit Persien verbündete. Vartanes versuchte zu vermitteln, es kam jedoch zum Kampf, bei dem der Fürst Valinak von Siunien Sjunik das Kommando führte, der Bakur besiegte und dafür dessen Lehen, dessen Funktion als „Bdeachkh“ (Markgraf) – und dessen Tochter als Ehefrau – übernahm.
Auch bei der Beilegung des Konfliktes zwischen dem Haus Manavazian, den Herren des Landes Manavazkert (Malazgirt, Manazkert bzw. Manzikert) und dem Haus der Orduni, den Herren von Ordoru (Orduniq, historische Region im Bezirk Basean in der Provinz Ararat), kam es zu einer engen Kooperation zwischen Vartanes und König Chosroes II., da beide sich bemühten, durch Vermittlung den Bürgerkrieg zu beenden, der das Land verwüstete.
Auch hier blieb aber nur die militärische Lösung, wobei der Chef eines anderen feudalen Hauses, Vatche Mamikonjan, der Fürst von Taron, das Kommando hatte, der seine Aufgabe im Jahr 330 so gut erfüllte, dass er beide Häuser vernichtete, deren Besitzungen – wohl auf  Ersuchen des Katholikos Vartanes – nicht an den Sieger, sondern an die Bischöfe von Manazkert (Manzikert) und Basean übertragen wurden.
Ein großes Projekt des Königs, an dem Vartazes zweifellos Anteil hatte, war die Errichtung der neuen Hauptstadt des Königreiches Armenien, Dwin (Devin), die dieser nördlich von Artaxata und südlich des Zusammenflusses des Flusses Azat (Garni tchai) mit dem Araxes erbauen ließ. Dwin ist heute ein Ruinengelände, etwa 35 km südlich der heutigen armenischen Hauptstadt Jerewan in der Provinz Ararat. Es sollte die alten Residenzstädte Artaxata und Wagharschapat (Etschmiadsin in der armenischen Provinz Armavir) ersetzen.
Der von seinem Vater, Gregor dem Erleuchter, in der alten Hauptstadt Wagharschapat (Etschmiadsin) gegründete Sitz des Katholikos blieb jedoch nicht nur die Residenz von Vartanes, sondern ist bis heute Sitz des Katholikos Aller Armenier, des geistlichen Oberhauptes der Armenischen Apostolischen Kirche.

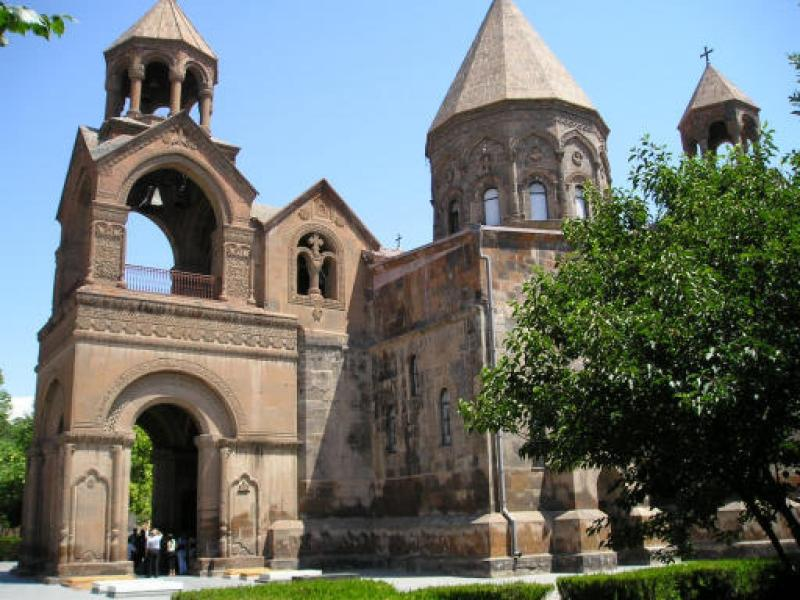
Die Kathedrale
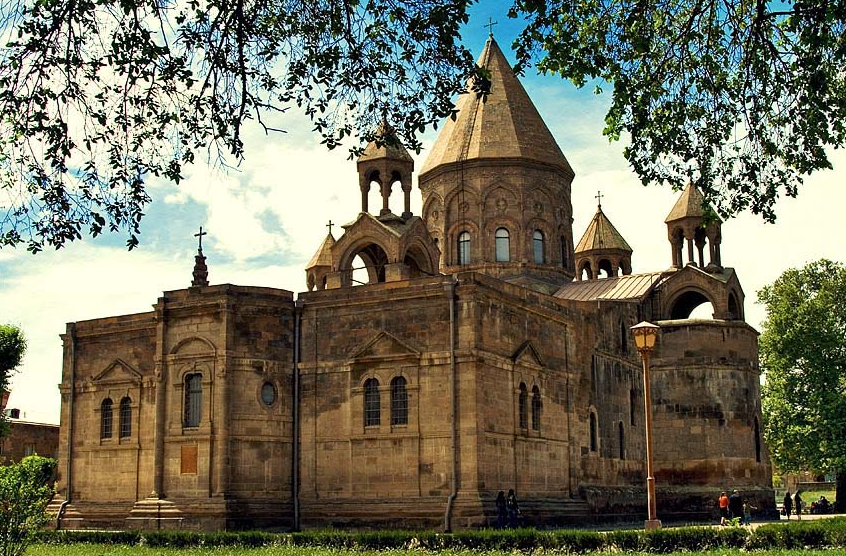
Ansicht der Kathedrale (Postkarte)

Durch die Zusammenarbeit von Patriarch und König war die junge Armenische Kirche in der Lage, auch über die Landesgrenzen hinaus in Iberien (Georgien) und Alanien (Nordossetien) zu missionieren.
Eine neue Herausforderung stellte die Bedrohung Armeniens durch das persische Sassanidenreich dar, der einzelne armenische Feudalherren Vorschub leisteten, da sie hofften, mit persischer Unterstützung zu souveränen Fürsten aufzusteigen. So kam es durch den Aufstand des Hauses der Bznuni, der Herren von Bznuniq (nordöstlich des Vansees), etwa 335 unter dem Großkönig Schapur II. (309 – 379) zu einem persischen Vorstoß bis zum Vansee (heute Van Gölü im Osten der Türkei), wobei den Truppen des Königs von Armenien eine schwere Niederlage zugefügt wurde und deren Kommandant, Vatche Mamikonjan, im Kampf fiel, der seitdem als Märtyrer verehrt wird. Seine Funktion ging an einen anderen Feudalherren, Archavir Kamsarakan, über.
König Chosroes II. starb bald darauf (um 339), wobei Vartanes, der seinen Einfluss stetig vergrößert hatte, in alter Treue den Übergang der Krone auf den Sohn des Königs sicherte, der als Tigranes VII. (339 – um 350) den Thron von Armenien bestieg.
Vartanes selbst starb wenige Jahre später (um 341) und wird wegen seines Wirkens wie sein Vater und sein Bruder Aristakes I. als Heiliger verehrt.

## Ehe und Kinder
Vartanes war in jungen Jahren mit einer Frau verheiratet, deren Namen und Herkunft unbekannt sind.
Kinder:
Über die Vaterschaft der Söhne Gregor und Husik (Yusik) bestehen in der einschlägigen Literatur verschiedene Meinungen.
Unbestritten ist dabei, dass Husik (Yusik), der Nachfolger von Vartanes als Katholikos von Armenien, ein Enkel von Gregor dem Erleuchter war.
Nicht ganz klar ist jedoch, wer der Vater dieser Söhne war.
Nach René Grousset war Husik (Yusik), der um 341 als Nachfolger von Vartanes Katholikos wurde, dessen Sohn.
Auch Christian Settipani erwähnt diese Version auf Seite 55, verweist jedoch zugleich auf eine neuere Arbeit von Robert H. Hewsen, in der die Chronologie und die Genealogie der Arsakiden wesentlich überarbeitet wurde, was auch Auswirkungen auf die Genealogie des Hauses der Gregoriden hätte, und gibt auf Seite 66 eine andere Version wieder, wonach Gregor und Yusik nicht Söhne von Vartanes, sondern Söhne von dessen jüngerem Bruder und Vorgänger als Katholikos von Armenien, Aristakes I., wären.
Die Filiation bedarf daher wohl noch einer genaueren Klärung. Da die zweite Version Settipanis möglicherweise auf einem Irrtum beruht, werden die fraglichen Söhne auch hier als Söhne des Vartanes angeführt.
- Grigoris (Gregor), Patriarch von Iberien (317–335) (* 260, † 342)
- Husik I. (St. Husik), Katholikos der Armenischen Apostolischen Kirche (341–347)(* 361, † 327)